# 厄瓜多尔蚁鵙
厄瓜多尔蚁鵙（学名：Thamnophilus praecox）是蚁鵙科蚁鵙属的一种，为厄瓜多尔的特有种。
厄瓜多尔蚁鵙的自然栖息地是亚热带或热带的沼泽，因栖息地遭到破坏而受威胁。

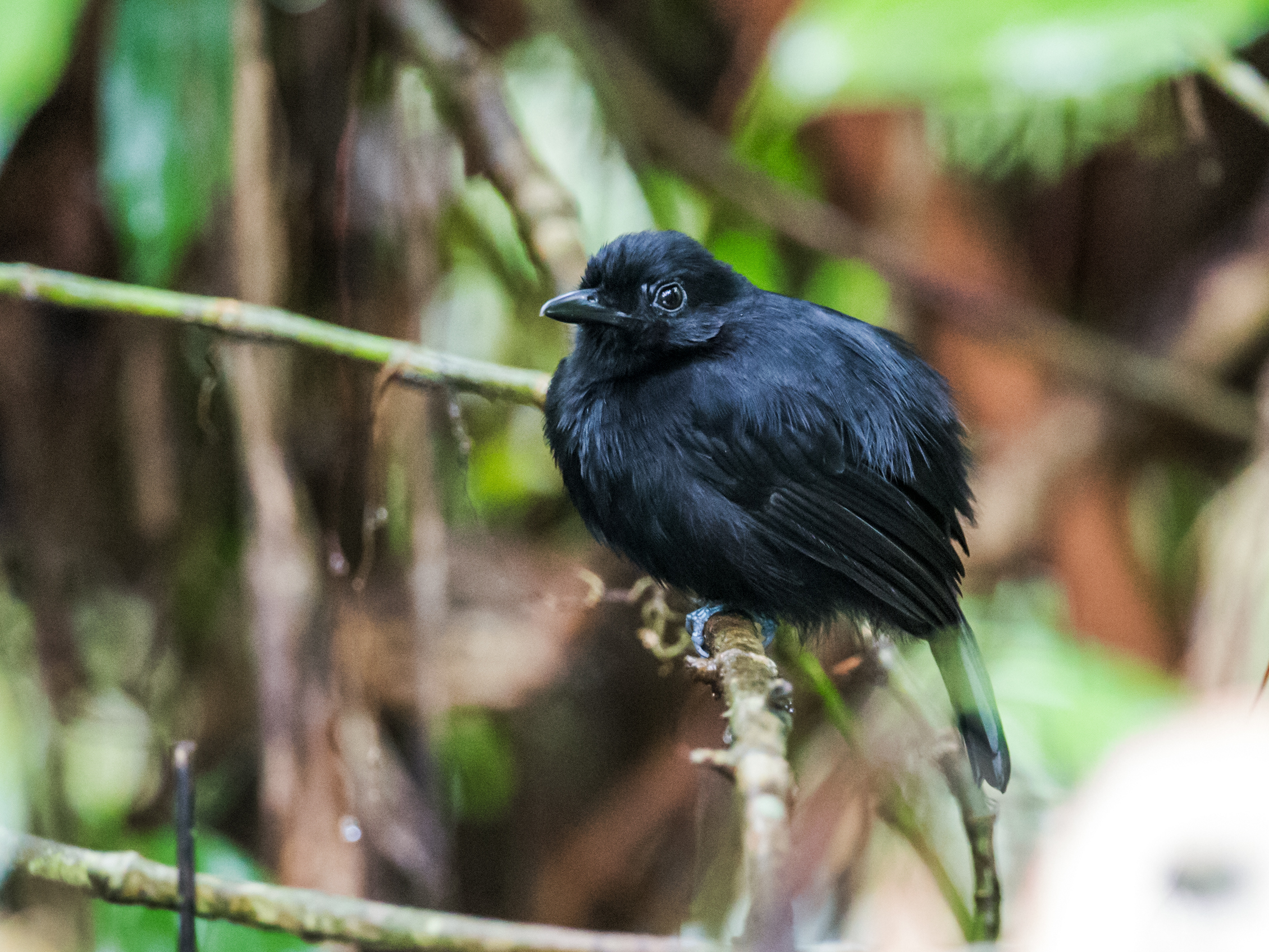